# Lobrathium flavipenne
Lobrathium flavipenne – gatunek chrząszcza z rodziny kusakowatych i podrodziny żarlinków (Paederinae).
Gatunek ten opisany został w 2012 roku przez Volkera Assinga.
Ciało długości 7,4 mm. Gatunek podobny do L. semicaeruleum i L. ochreonotatum. Głowę i przedplecze ma czarniawe z wyraźnym niebieskim połyskiem, a pokrywy żółtawe z przyciemnioną przednią ⅓, czym wyróżnia się od wspomnianych gatunków. Odnóża i czułki czarniawobrązowe, a odwłok czarniawy. Wgłębienie na siódmym sternicie odwłoka samca płytkie. Sternit ten opatrzony jest podwójnym, poprzecznym guzkiem w pobliżu przedniego brzegu. Ósmy sternit samca słabo pociągły z rozległym wgłębieniem i głębokim, U-kształtnym wcięciem z tyłu. Edeagus z wyrostkiem brzusznym długim, symetrycznym, rozdwojonym u wierzchołka. Długość edeagusa wynosi 1,1 mm.
Chrząszcz endemiczny dla Indii, znany wyłącznie z Himachal Pradesh.